# 涌泉寺
涌泉寺（ゆうせんじ）は、京都府京都市左京区松ヶ崎にある、日蓮宗の寺院。山号は松崎山（しょうさきざん）。旧本山は、北野立本寺。生師法縁。

## 概要
涌泉寺は京都地方の日蓮宗寺院としては最も古い寺院の一つであり、平安時代に建立された松崎寺（円明寺）の流れを汲むと言われている。1918年5月、松ヶ崎村にあった同じ日蓮宗の妙泉寺と本涌寺が合併して、両者の寺名をとって成立した日蓮宗の寺院である。関西で初めて日蓮宗の檀林（松ヶ崎檀林）が開かれた。江戸時代に始まる五山送り火のうち「妙法」の文字を灯す寺院として知られ、題目踊りの起源と成った寺もこの寺に同定されている。涌泉寺の現在地はかっての本涌寺の寺地にあたり、妙泉寺の跡地は京都市立松ヶ崎小学校の校地となっている。
また、日生上人の座像が伝蔵され、境内には日生以下歴代化主・能化・所化の墓石がある。本尊観請様式は一塔両尊四士 合掌印説法像、寺宝は宗祖筆断片、日像、日生、日重・日乾・日遠三師本尊等である。

## 歴史
- 992年（正暦3年）源保光は円明寺を建立する[1]。その後、歓喜寺と改称する。
- 1307年（徳治2年）日像は歓喜寺・実眼と法論により、日蓮宗に改宗し妙泉寺と改称する。
- 1536年（天文3年）天文法華の乱で焼失する。
- 1575年（天正3年）伽藍を再建する。
- 1580年（天正8年）妙泉寺・教蔵院日生は松ヶ崎檀林を開檀する。
- 1872年（明治5年）学制発布により、松ヶ崎檀林は廃檀する。その後、本涌寺と改称する。
- 1876年（明治9年）松ヶ崎小学校の設置のため、寺域を割譲する。
- 1918年（大正7年）松ヶ崎小学校の拡張のため、本涌寺と妙泉寺は合併し涌泉寺と改称する。

## 文化財
- 涌泉寺本堂（京都市指定有形文化財）[2]
- 松ヶ崎妙法送り火（京都市登録無形民俗文化財）松ヶ崎妙法保存会[3]
- 松ヶ崎題目踊・さし踊（京都市登録無形民俗文化財）松ヶ崎題目踊・さし踊保存会[3]

## 交通アクセス
- 京都市営地下鉄烏丸線松ヶ崎駅から徒歩10分。
- 叡山電鉄叡山本線修学院駅から徒歩10分。